# Sandra Kooij
J.J.S. (Sandra) Kooij is psychiater en hoofd van het specialisme ADHD bij volwassenen bij PsyQ in Den Haag. Ze is tevens bijzonder hoogleraar ADHD bij volwassenen aan het Amsterdam UMC. Kooij is wereldwijd bekend vanwege haar onderzoek naar ADHD bij volwassenen.

## Leven en werk
Kooij studeerde geneeskunde aan de Vrije Universiteit Amsterdam. In 1995 rondde Kooij haar opleiding tot psychiater af en begon zij met onderzoek naar methoden voor diagnostiek en behandeling van ADHD bij volwassenen. Ze promoveerde op het proefschrift: ADHD in adults. Clinical studies on assessment and treatment (2006).

## TV- en radioprogramma's
- ADHDennis, 2020[3]
- BNR's Big Five[4]

- Bibsys: 90964698
- Gemeinsame Normdatei: 1157184375
- International Standard Name Identifier: 0000 0000 9511 7092
- Library of Congress Control Number: n2013183474
- Nationale Bibliotheek van Israël: 987007435291305171
- Nederlandse Thesaurus van Auteursnamen: 185914152
- ORCID: 0000-0002-8644-6323
- Virtual International Authority File: 1494149235086176690000
- WorldCat: E39PBJbWvGBRjRDBKQyj4vFFrq